# Stelis anthidioides
Stelis anthidioides är en biart som beskrevs av Timberlake 1941. Stelis anthidioides ingår i släktet pansarbin, och familjen buksamlarbin. Inga underarter finns listade i Catalogue of Life.